# Fontaine de la place de l'Hôtel-de-Ville
La fontaine de la place de l'Hôtel-de-Ville est une fontaine située à Aix-en-Provence, sur la place de l'Hôtel-de-Ville.

## Histoire
Le monument fait l'objet d'un classement au titre des monuments historiques depuis 1905.